# آراسته‌دندان
آراسته‌دندان(نام علمی: Compsodon) نام یک سرده از رده هم‌کمانان است.